# Mangōnui Harbour
Mangōnui Harbour ist ein Naturhafen im Far North District der Region Northland auf der Nordinsel von Neuseeland.

## Geographie
Der Mangōnui Harbour befindet sich rund 28 km nordöstlich von Kaitaia, am südlichen Ende der Doubtless Bay mit den Orten Mangōnui und Hihi. Der rund 4 km2 große Naturhafen besitzt eine Länge von rund 4 km und mist an seiner breitesten Stelle 2,1 km. Über seine Zuflüsse entwässert der Mangōnui Harbour eine Fläche von rund 250 km2, wobei die größten Zuflüsse der Oruaiti River und der Kenana River stellen. Der New Zealand State Highway 10 führt an der Südseite des Naturhafens vorbei und überquert dabei die beiden Flüsse und einen Teil von Paewhenua Island.

## Beschreibung
Der Mangōnui Harbour steht unter dem Einfluss der Gezeitenwechsel. Der Hafeneingang wird durch zwei gegenüberliegen Hügel begrenzt, von denen der Westliche eine Höhe von rund 95 m besitzt und auf seiner Kuppe sich das ehemalige Rangikapiti Pā, ein Dorf des Māori-Stammes der Ngati Kahu befand. Die südlichen Ränder und ein Teil der östlichen Ufer bestehen aus Mangroven, wobei die südlich zwischen den beiden Flussmündungen des Oruaiti River und Kenana River liegende Insel Paewhenua Island nach Süden hin von den Mangroven eingeschlossen wird.

## Umweltprobleme
Dass sich die Mangroven im südlichen Bereich des Gewässers und in den Flussmündungen ausbreiten, findet nicht die Zustimmung von allen Anwohnern des Gebietes. Kritiker bemängeln, dass 1969 mit der Entscheidung des Ministry of Works der Straßenbau mit der Überquerung der beiden Flüsse und der dazwischen liegenden Insel die Strömungsverhältnisse der Flüsse verändert hat und der südliche Bereich des Naturhafens deshalb zunehmend versandet, geschätzt wurde 30 cm im gut 32 Jahren.